# كونفليكت : جلوبال تيرور (لعبة فيديو)
كونفليكت : غلوبال تيرور (بالإنجليزية: Conflict: Global Terror) ، هي لعبة إلكترونية من نوع إطلاق النار، أنتجت سنة 2005، وتعمل بأنظمة الحاسب الشخصي وبلاي ستيشن 2 والإكس بوكس 360 ، وتدور الحرب في القرن الحادية والعشرين وتقوم بعمليات ضد نشاط الأعـداء في بلدان كولومبيا وكوريا الجنوبية والفلبين وكشمير.

## وصلات خارجية
- كونفليكت : جلوبال تيرور (لعبة فيديو) على موقع IMDb (الإنجليزية)

- تقييم أفضل الألعاب الالكترونية